# Гарцано (Казерта)
Гарцано је насеље у Италији у округу Казерта, региону Кампанија.
Према процени из 2011. у насељу је живело 402 становника. Насеље се налази на надморској висини од 155 м.